# Wayfarer (Bootsklasse)

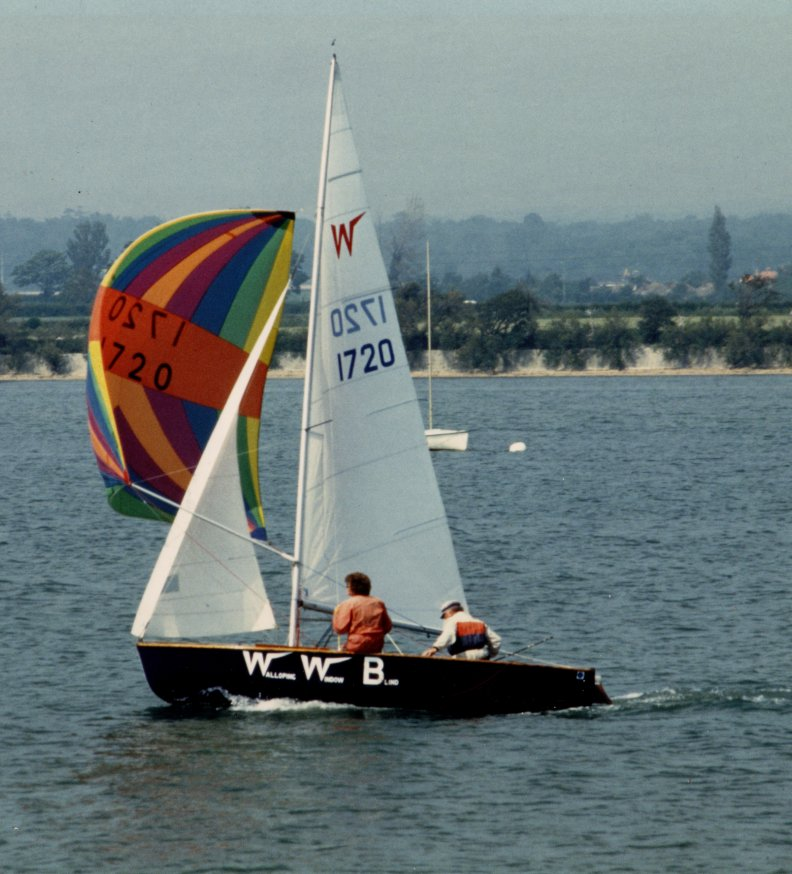
Wayfarer

Der Wayfarer ist eine Segeljolle. Sie wurde 1957 von Ian Proctor als Schul-, Regatta- und Wanderjolle entworfen.
Das Boot wurde von 1958 bis 2014 über 11.000 mal gebaut. Es hat seine Hauptverbreitungsgebiete in Großbritannien, in den USA, den Niederlanden und in Dänemark. In Deutschland gibt es nur Einzelstücke.

## Technik
Die Wayfarer-Jolle wurde in Doppelknickspant-Bauweise für den Bau in Bootsbausperrholz konstruiert. Verschließbare Staubereiche im Heck und Bug sorgen für zusätzlichen Auftrieb im Falle einer Kenterung.
Der Mark I oder auch Woody genannte Typ wurde als komplettes Boot und als Bausatz vertrieben. Um das Konzept der Einheitsklasse streng zu wahren, sind letztere nicht mehr erhältlich.
Seit 1965 gibt es in GFK gefertigte Wayfarer-Versionen, die unter anderem unterschiedliche Anordnungen von Staufächern und Auftriebskammern haben und zum Teil mit einem selbstlenzenden Cockpit ausgestattet sind.

## Versionen
| Bezeichnung                    | Segelnummern | Baujahre  | Besonderheiten |
| ------------------------------ | ------------ | --------- | --- |
| Mark I Holz (The Woody)        | 1–9558       | 1958–1994 | Der ursprüngliche Wayfarer aus Bootsbausperrholz. |
| Mark I GFK                     | 1077–4130    | 1965–1980 | |
| Mark II GFK                    | 3907–10505   | 1974–2007 | Verbesserte Anordnung von Stau- und Auftriebskammern, offene Staumöglichkeit oberhalb vorderer Kammer.                                                                                                   |
| Mark II SD (selbstlenzend) GFK | 8280–10505   | 1986–1994 | Selbstlenzendes Cockpit durch erhöhten Cockpitboden. |
| Mark IA GFK                    | 8499–10505   | 1987–2007 | Verband die Verbesserungen der Mark II Version mit dem Konzept des großen Vorschiffsstauraums. |
| Mark III GFK                   | 7579–10505   | 1981–2006 | Von Abbott Boats, Kanada gebaute und in Nordamerika vertriebene Version. Produktion wurde nach einem Brand in der Werft eingestellt.                                                                     |
| Plus S GFK                     | 9022–10505   | 1991–2007 | Sandwichkonstruktion zur Erhöhung der Rumpfsteifigkeit. |
| Series 2                       | ?            | 1993–2007 | Auf neuen Urformen basierte Negativform, in die Detailverbesserungen eingeflossen sind. |
| World (GFK)                    | 9821–10505   | 1997–2007 | Fundamentale Änderung im Layout. Selbstlenzendes Cockpit, Verzicht auf Staukammern, Auftriebskammern zwischen Innen- und Außenschale, integrierte Spinnakertrompete. Bugspriet für Spinnaker als Option. |
| World +S                       | –10505       | 2002–2007 | Schaumsandwich-Konstruktion. |
| Mark IV                        | 10506–       | 2007–     | Flacheres Vordeck, Abreißkante am Heck, selbstlenzendes Cockpit. Auch in Schaumsandwich-Konstruktion erhältlich.                                                                                         |

Die Versionen Mark IA, II und Plus S wurden auch in Kompositbauweise (GFK-Rumpf mit Holzdeck) gebaut. Weitere Details auf der Seite der englischen Klassenvereinigung.